# وهم الأطراف
وهم الأطراف هو إحساس الذين بترت أو فقدت أطرافهم أن أطرافهم المبتورة أو المفقودة لا تزال تلتصق بالجسم وتتحرك بشكل مناسب مع أجزاء أخرى من الجسم. ما يقرب من 60 إلى 80% من الأفراد الذين بترت أو فقدت أطرافهم يحدث لهم هذا الوهم والغالبية العظمى من الأحاسيس التي يشعرون بها هي الألم.
إن وهم الأطراف هو الشعور بأن الطرف المبتور أو المفقود (حتى عضو، مثل الزائدة الدودية) هو مايزال مرتبطا إلى الجسم ويتحرك بشكل مناسب مع أجزاء الجسم الأخرى. ما يقرب من 60 إلى 80% من الأفراد ذوي الخبرة بالأحاسيس الوهمية ببتر أطرافهم، والغالبية العظمى من الأحاسيس هي مؤلمة. وبالتالي فإن الأحاسيس الوهمية تحدث بعد إزالة أجزاء أخرى من الجسم غير الأطراف، على سبيل المثال بعد بتر الثدي، فإن إزالة الأسنان (فانتوم ألم الأسنان) أو إزالة العين (متلازمة العين الوهمية). ويحدث غالبا أنه يشعر بأن أطرافه أقصر، وربما يشعر كما لو أنها في مواقف مشوهة ومؤلمة. في بعض الأحيان، يمكن أن يكون الألم الذي يزداد سوءا بسبب التوتر، والقلق، والتغيرات المناخية. عادة ألم الأطراف الوهمية تصبح متقطعة. ويحدث أن تواتر وشدة الهجمات عادة ما تنخفض مع الوقت.
وإن لم تكن جميع الأطراف الوهمية مؤلمة، والمرضى الذين يشعرون في بعض الأحيان كما لو أنهم يشيرون مثلا، ويشعرون بالحكة، أو التقلص، أو حتى محاولة لالتقاط الأشياء على سبيل المثال، راماشاندران وبليكسلي وصف تمثيلات بعض الناس حول أطرافهم لا تطابق الواقع وينبغي، على سبيل المثال، ذكر مريض واحد هنا فعل الذراع الوهمية أنها أقصر يقدر «6 بوصات».
إحساس مختلف قليلا المعروفة باسم ألم الأطراف الوهمية  (فانتوم الألم) وذلك يمكن أن يحدث في الناس الذين هم ولدوا بدون أطراف، والناس الذين هم قد شلت أطرافهم.
آلام فانتوم تحدث عندما تكون الأعصاب المغذية للأطراف المبتورة تسبب الألم. يوصف في كثير من الأحيان على أنها حرق أو إحساس غريب وبالمثل ويمكن أن تكون مؤلمة للغاية بالنسبة لبعض الناس، ولكن الإحساس الدقيق يختلف كثيرا بالنسبة للأفراد. وتشمل الأحاسيس آخر بفعل الدفء والبرد، الحكة، والضغط، والضيق، والوخز.

## الأسس العصبية

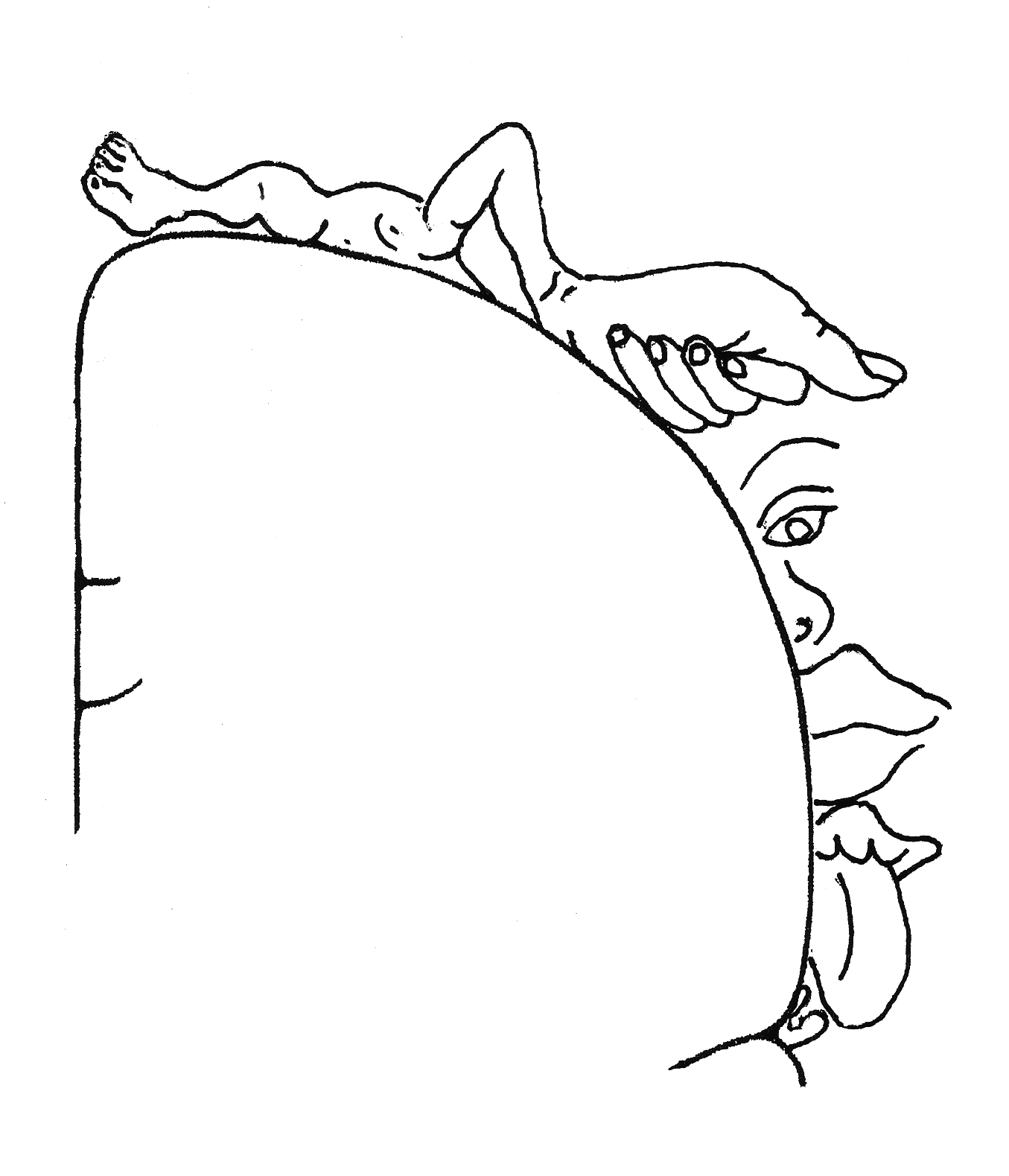
الحقيقة أن تمثيل وجه تقع مجاورة لتمثيل اليد والذراع في أنيسيان القشرية أمر بالغ الأهمية لشرح أصل الأطراف الوهمية.

حتى وقت قريب، كانت النظرية السائدة لسبب الشعور بالأطراف الوهمية هي تهيج النهايات العصبية المقطوعة (تسمى «ورم عصبي»). عندما يتم بتر أحد الأطراف، يتم قطع العديد من النهايات العصبية في أطرافهم المتبقية. ويمكن لهذه النهايات العصبية أن تصبح ملتهبة، وكان يعتقد أنها ترسل إشارة شاذة إلى الدماغ. ويعتقد أن هذه الإشارات، يجري تفسيرها بطريقة غير صحيحة وظيفيا، يجب أن تفسر من قبل الدماغ وتنتج الألم. وقد تم توليد العلاجات على أساس هذه النظرية ولكنها باءت بالفشل. في الحالات القصوى، فإن الجراحين إجراء بترا ثانيا، لتقصير الجذع، مع الأمل في إزالة النهايات العصبية الملتهبة وتسبب راحة مؤقتة من الألم الوهمي. ولكن بدلا من ذلك، تحدث زيادة آلام فانتوم المرضى، والعديد مع إحساس كل من أطرافهم فانتوم الأصلي، فضلا عن فانتوم الطرف الجديد، حيث يبقى الألم كل بمفرده. في بعض الحالات، الجراحين وصل بهم الأمر إلى قطع الأعصاب الحسية الصادرة المؤدية إلى الحبل الشوكي أو في الحالات القصوى، حتى إزالة جزء من المهاد الذي يستقبل الإشارات الحسية من الجسم.

## البحوث التي أجريت مؤخرا
في 2009، أجرى لوريمر موسلي وبيتر بروجر تجربة التي شجعوا فيها سبعة متطوعين من مبتورى الأذرع لاستخدام الصور المرئية للتحكم في الأطراف الوهمية منها لأداء طلبات مستحيلة. أربعة من المتطوعين السبعة نجحوا في أداء الحركات المستحيلة من أطرافهم الوهمية. هذه التجربة تشير إلى أنه قد تم تعديل التمثيل العصبي من الأطراف الوهمية وإنشاء الأوامر الحركية اللازمة لتنفيذ الحركات المستحيل في غياب ردود الفعل من الجسم. وذكر الكتاب أن التجربة: «في الواقع، مع هذه النتيجة قد وسعت فهمنا حول مرونة الدماغ لأن الأدلة على فعل يمكن أن يتسبب بتغيرات عميقة في التمثيل العقلي من الجسم عن طريق آليات من الدماغ داخلية بحتة - الدماغ لاحقا فادر على تغيير نفسه.»

## ألم الأطراف الوهمية

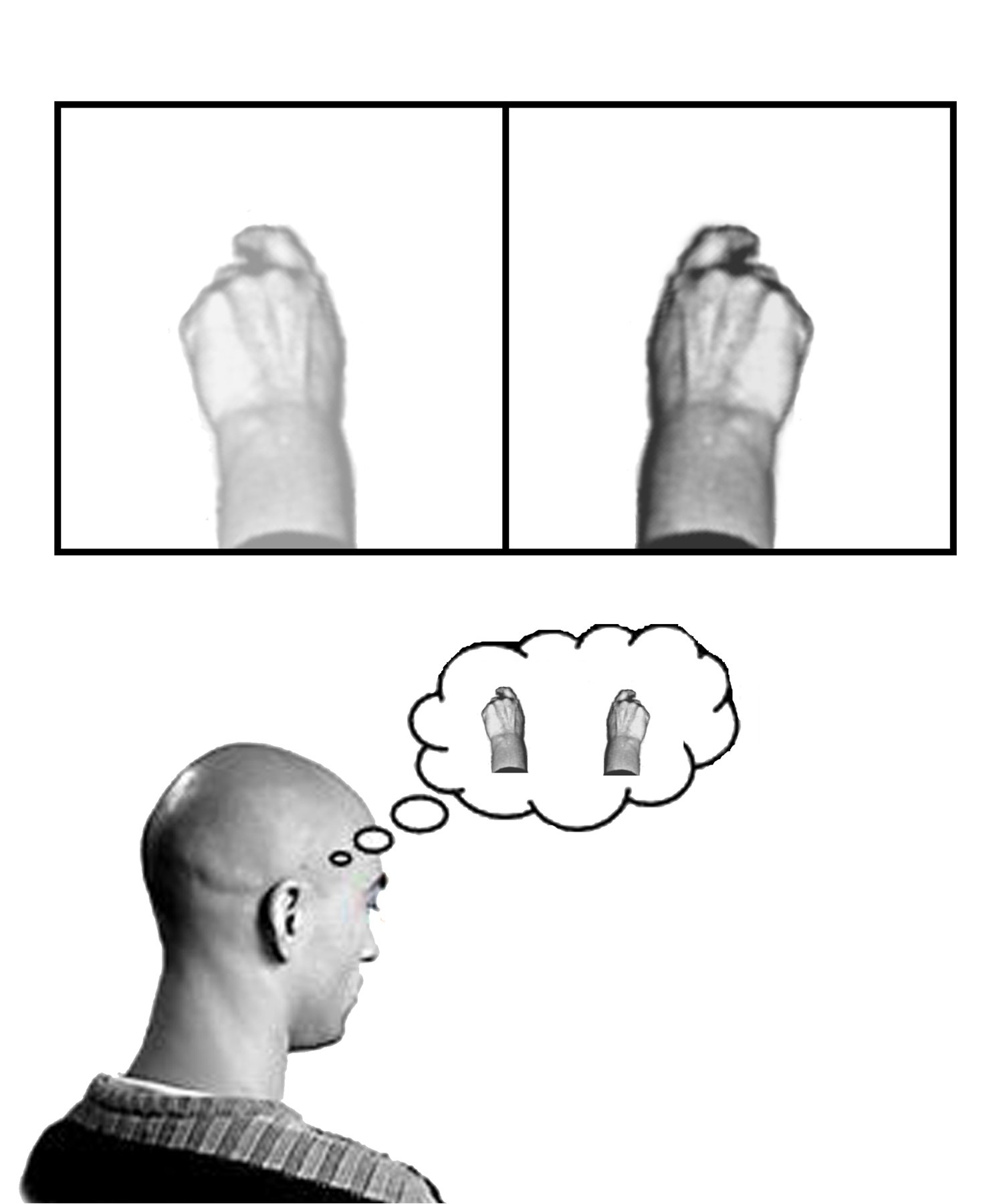
الصورة تمثل شرح شكلي لأحد علاجات ظاهرة الأطراف الوهمية المسمى "مربع المرآة". يضع المريض الطرف السليم في الجانب الأول للمربع (في هذه الصورة اليد اليمنى) ويضع الطرف المبتور في الجانب الآخر. مع وجود المرآة يرى المريض انعكاس يده السليمة على المرآة في المكان الذي يوجد فيه الطرف المبتور (لاحظ الصورة الباهتة في الشكل) وبالتالي يستقبل المريض إشارات بصرية اصطناعية بأن طرفه المبتور تم إحياءه وهو يتحرك مع تحرك طرفه السليم.

ألم أطرافهم الوهمية (ألم الأطراف الوهمية) هو ألم يشمل ظاهرة معقدة لطائفة واسعة من الأعراض تتراوح من وخز إلى حرقان وحكة وألم. خلال السنوات العشرون الماضية حقق الباحثون تقدما في عدد من النظريات لتفسير ألم الأطراف الوهمية. ثلاثة من أبرز تلك النظريات هي:
1) التغيرات غير القادرة على التأقلم في القشرة الحسية الأولية بعد البتر (اللدونة غير القادرة على التأقلم).
2) صراع بين إشارة وردت من بتر في الساق (استقبال الحس العميق) والمعلومات التي تقدمها الرؤية حيث تعمل على إرسال الأوامر الحركية إلى الطرف المبتور.
3) ذكريات حية عن موقف أطرافهم التي برزت بعد البتر.
نشرت 2013 Tamar Makin (جامعة أكسفورد) نتائج تجربة تتحدى نظرية اللدونة غير القادرة على التكيف (التي قدمتها لأول مرة هيرتا فلور). تشير أبحاث ماكين إلى أن التمثيل القشري للطرف المفقود يكون أقوى بعد البتر. أي أنه لا يوجد إعادة رسم خرائط قشرية بعد البتر. صرح بيتر بروجر (جامعة زيورخ) أن "هذا عمل مهم حقًا، ويتحدى الآراء السابقة - قريبة من البديهية - أن ألم الأطراف الوهمية هو علامة على إعادة التنظيم القشري."

## العلاج
لم تُظهر معظم طرق العلاج على مدى العقدين الماضيين تحسنًا ثابتًا في الأعراض. وقد اشتملت مناهج العلاج على دواء مثل مضاد اكتئاب النخاع الشوكي، تحفيز علاج فيزيائي، الوخز بالإبر، تنويم إيحائي، و ارتجاع بيولوجي.
في عام 2006، صرحت هيرا فلور، من قسم علم الأعصاب السريري، جامعة هايدلبرغ، أن "العديد من الدراسات، بما في ذلك الدراسات الاستقصائية الكبيرة لمبتوري الأطراف، أظهرت أن معظم العلاجات المتاحة حاليًا لألم الأطراف الوهمية، والتي تتراوح من المسكنات والأدوية المضادة للاكتئاب إلى التحفيز، غير فعالة وتفشل في النظر إلى الآليات التي تكمن وراء إنتاج الألم ".
أحد الأساليب التي حظيت بقدر كبير من الاهتمام العام هو صندوق المرآة الذي طوره Vilayanur Ramachandran وزملاؤه. من خلال استخدام التغذية الراجعة البصرية الاصطناعية، يصبح من الممكن للمريض "تحريك" الطرف الوهمي، وفكه من الأوضاع التي يحتمل أن تكون مؤلمة. أدى التدريب المتكرر في بعض المواد إلى تحسن طويل الأمد، وفي حالة استثنائية واحدة، حتى إلى الإزالة الكاملة للطرف الوهمي بين اليد والكتف (بحيث كانت اليد الوهمية تتدلى من الكتف)
حاليا ظهرت الصور الحركية المتدرجة (التي قد تتضمن العلاج بالمرآة) والتدريب على التمييز الحسي كأدوات علاجية واعدة في التعامل مع مشاكل الألم المرضية مثل ألم الأطراف الوهمية ومتلازمة الألم الموضعية المعقدة. ومع ذلك، يحذر لوريمر موسلي، الذي طور صورًا متدرجة للحركة، "على الرغم من ظهور أدلة على أن العلاجات مثل الصور الحركية المتدرجة والتدريب على التمييز الحسي يمكن أن تكون فعالة للألم المرضي، إلا أن هناك حاجة إلى مزيد من الدراسات لتكرار البيانات الحالية وتوضيح الآليات المعنية."